# Gorenje Jelenje
Gorenje Jelenje – wieś w Słowenii, w gminie Litija. W 2018 roku liczyła 11 mieszkańców.